# Louis de Chevigné

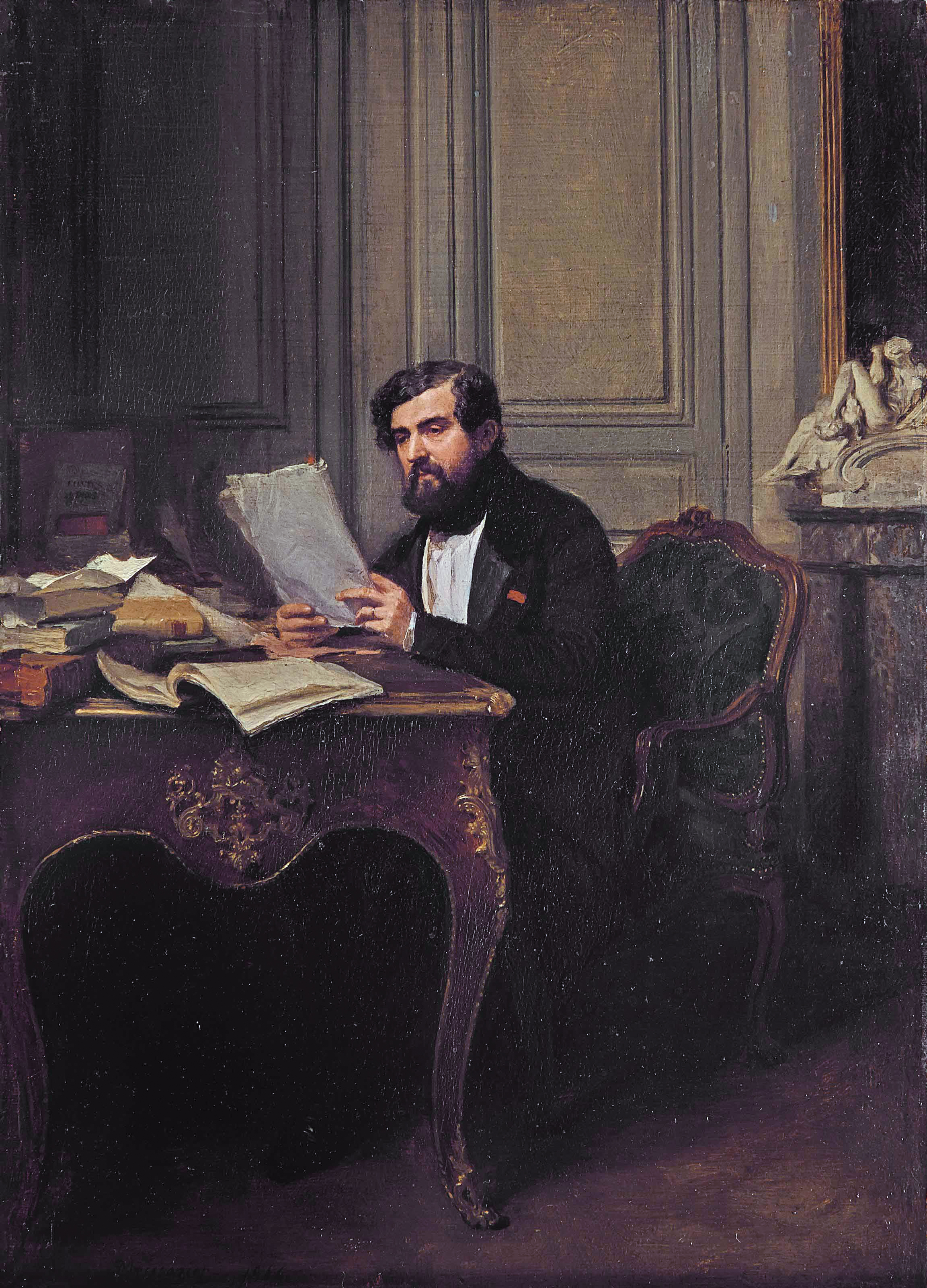
Louis de Chevigné (Ernest Meissonier, 1846)

Louis Marie Joseph, conde de Chevigné fue un poeta francés, nacido en Chavagnes-en-Paillers (Vendée) el 30 de enero de 1793 y fallecido en Reims, en su hotel, el 19 de noviembre de 1876. 

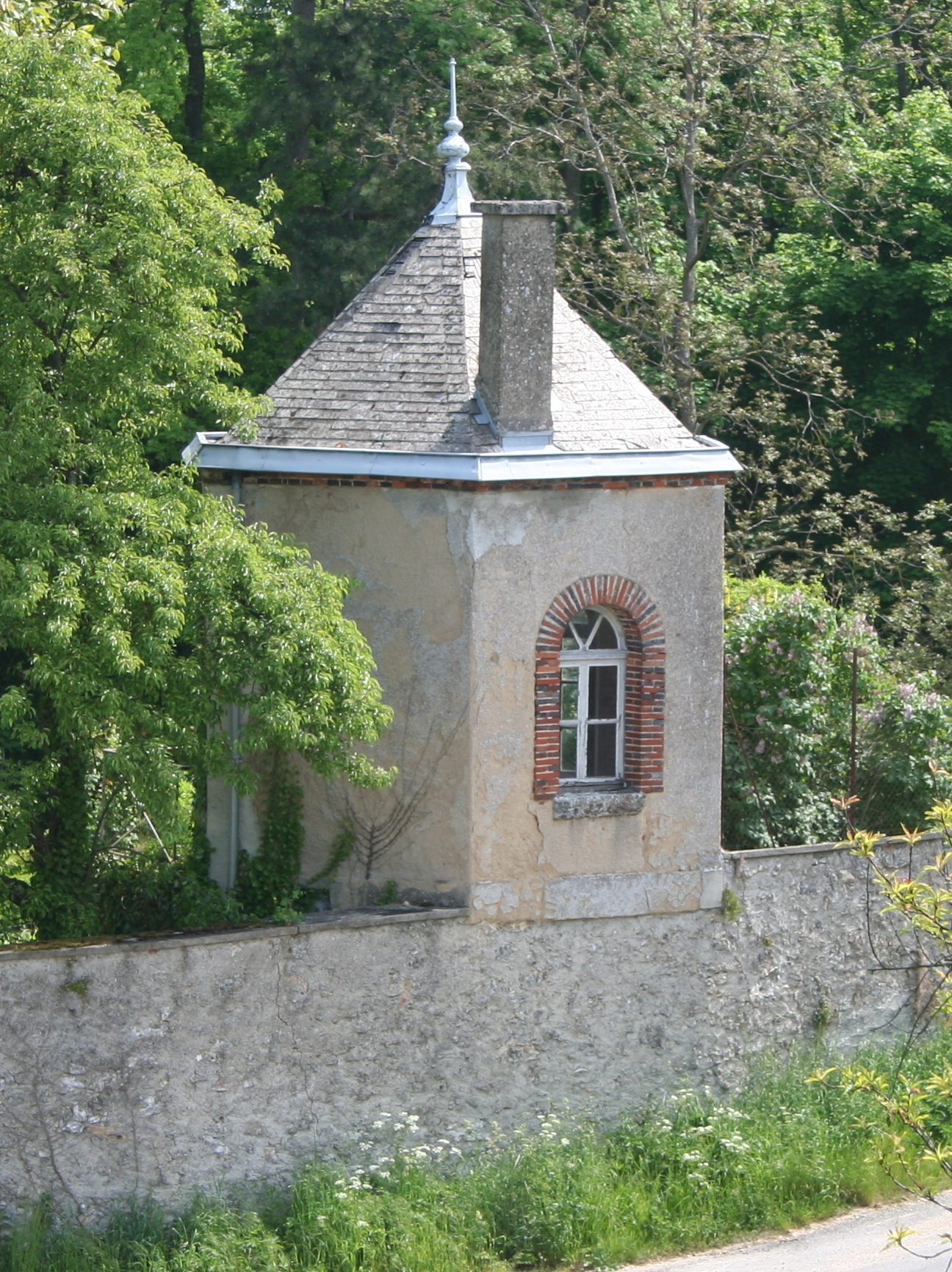
Torre del poeta en Boursault, en honor del conde de Chevigné.

Louis de Chevigné es el autor del precioso libro Los cuentos de Reims, traducido a varios idiomas. Se casó en 1817 con Clementina Clicquot (1799-1863), hija única de la viuda Clicquot-Ponsardin. El conde, que residía en el castillo de Boursault (cerca de Épernay), residió frecuentemente en Reims, donde estuvo al mando de la Guardia nacional de 1830 a 1849. Oficial de la Legión de honor, descansa en el cementerio del Norte de Reims. 

## Publicaciones
- Los cuentos de Reims. Dibujos de E. Meissonier. París, Michel Lévy, 1861.
- Los cuentos de Reims. Reeditados y disponibles en francés en las ediciones de Coq-à-l'Ane.